# Musée des Beaux-Arts Masaki
Le Musée des Beaux-Arts Masaki (正木美術館, Masaki Bijutsukan) est situé à Tadaoka, dans la Préfecture d'Osaka, au Japon; il a ouvert en 1968. La collection, construite par Masaki Takayuki (正木孝之), comprend environ treize cents œuvres, dont trois Trésors Nationaux et douze biens culturels importants,,.